# Tramwaje Podmiejskie

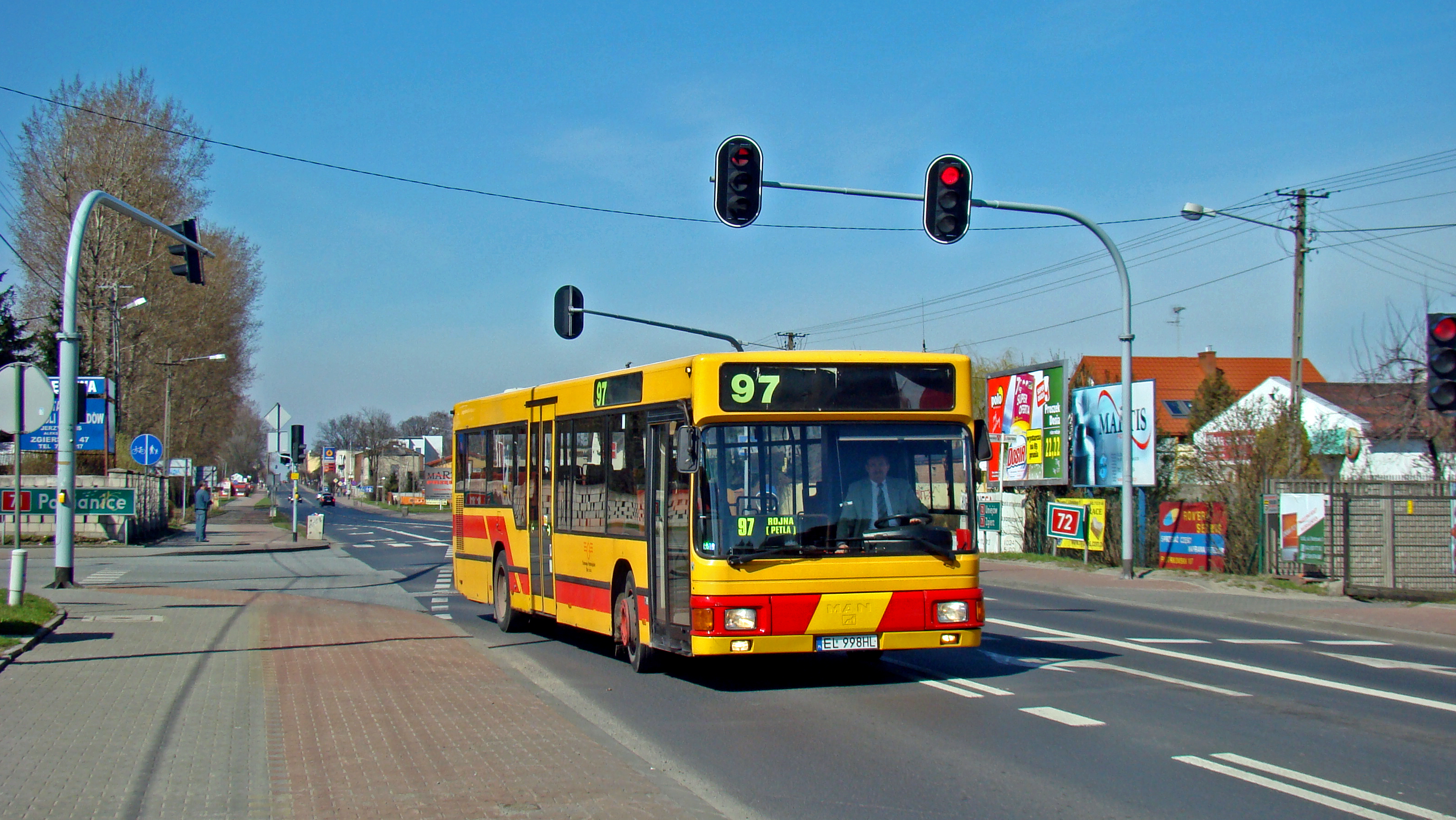
MAN NL202 w barwach spółki Tramwaje Podmiejskie (linia 97) w Aleksandrowie Łódzkim

Przedsiębiorstwo Tramwaje Podmiejskie Sp. z o.o. utworzone 1 lutego 1994 r. w wyniku porozumienia trzech gmin: Łodzi, Konstantynowa Łódzkiego i Lutomierska dla realizacji zadań przewozowych przy pomocy taboru tramwajowego pomiędzy tymi miejscowościami. Zakończyło działalność z końcem marca 2012 roku.
1 kwietnia 2012 obsługę linii tramwajowej do Konstantynowa i Lutomierska oraz linii 97, na podstawie nowo podpisanych porozumień międzygminnych, przejęła spółka MPK-Łódź. Od tego momentu Tramwaje Podmiejskie obsługują jedynie przewozy autobusowe na liniach 3 (komercyjna) i BUS (przewóz zlecony).

## Spółka
Zadaniem spółki była obsługa połączenia tramwajowego między Łodzią a Lutomierskiem (przez Konstantynów).
Przedsiębiorstwo obsługiwało linię nr 43/43bis. Trasa przejazdu (poza granicami Łodzi oraz na odcinku od Zdrowia do granicy) jest jednotorowa, z zachowanymi tzw. "mijankami". Dodatkowo spółka powołała też działalność autobusową. Na zlecenie miasta Łodzi obsługiwała linię 97 na osiedle Zielony Romanów. Uruchomiła również komercyjną linię 3 relacji Konstantynów Łódzki-Pabianice oraz linię BUS (przewóz zlecony) relacji Konstantynów Łódzki-Babiczki.
Siedziba spółki mieści się przy ulicy Konstantynowskiej 115 w Łodzi.

## Tabor

### Tramwaje
| Typ tramwaju | Liczba egzemplarzy | Uwagi |
| ------------ | ------------------ | --- |
| Konstal 803N | 8                  | brak |
| Düwag GT6    | 8                  | Numery taborowe 42 i 47 w limonkowo - białym malowaniu zakładowym. W 2010 roku zakupiono 6 wagonów od MZK Grudziądz. |

Część taboru tramwajowego 1 kwietnia 2012 została przejęta przez MPK-Łódź, pozostała część zostanie zezłomowana. Wagon Konstal 803N TP#2 został zachowany na historyczny. 

### Autobusy
| Typ autobusu           | Liczba egzemplarzy |
| ---------------------- | ------------------ |
| Ford Transit           | 4                  |
| Kapena Thesi Intercity | 1                  |
| Solbus C9,5            | 2                  |
| MAN NL202              | 4                  |
| Jelcz 120M             | 1                  |